# بوب وولي
بوب وولي هو سياسي أمريكي، ولد في فبراير 1947 في يونيس في الولايات المتحدة. نشط حزبياً في الحزب الجمهوري. وقد انتخب عضو مجلس نواب نيومكسيكو ‏.